# Euphydryas
Genre
Euphydryas est un genre holarctique de lépidoptères (papillons) de la famille des Nymphalidae, de la sous-famille des Nymphalinae et de la tribu des Melitaeini.
Ses espèces sont appelées « Damiers » en français.

## Systématique
Le genre Euphydryas a été décrit par l'entomologiste américain Samuel Hubbard Scudder en 1872. L'espèce type est Papilio phaeton Drury, [1773].
On recense les synonymes suivants : 
- Lemonias Hübner, [1806] (suppr.)
- Hypodryas Higgins, 1978
- Occidryas Higgins, 1978
- Eurodryas Higgins, 1978

## Liste des espèces et distributions géographiques
D'après la liste de Funet, augmentée de découvertes récentes :
- Euphydryas phaeton (Drury, [1773]) —  dans l'Est de l'Amérique du Nord.
- Euphydryas anicia (Doubleday, [1847]) — dans l'Ouest de l'Amérique du Nord.
- Euphydryas chalcedona (Doubleday, [1847]) — dans l'Ouest de l'Amérique du Nord.
- Euphydryas colon (Edwards, 1881) — dans le Nord-Ouest de l'Amérique du Nord.
- Euphydryas editha (Boisduval, 1852) —  dans l'Ouest de l'Amérique du Nord.
- Euphydryas maturna (Linnaeus, 1758) — le Damier du frêne — disséminé à travers l'Eurasie.
- Euphydryas italica Back, Hausmann, Salk & Weiss, 2015 — dans le Nord-Ouest de l'Italie.
- Euphydryas intermedia (Ménétriés, 1859) — le Damier du chèvrefeuille ou Damier rouge — dans les Alpes, l'Oural et en Sibérie.
- Euphydryas cynthia ([Denis & Schiffermüller], 1775) — le Damier de l'alchémille ou Damier des alpages — dans les Alpes et en Bulgarie.
- Euphydryas iduna (Dalman, 1816) — le Damier boréal — dans l'Arctique  d'Europe et d'Asie, dans l'Altaï.
- Euphydryas gillettii (Barnes, 1897) — dans les Montagnes Rocheuses.
- Euphydryas aurinia (Rottemburg, 1775) — le Damier de la succise ou Damier des marais — répandu à travers l'Eurasie et en Afrique du Nord.
- Euphydryas beckeri (Lederer, 1853) — dans la péninsule Ibérique.
- Euphydryas discordia Bolshakov & Korb, 2013 — dans le Caucase.
- Euphydryas sibirica (Staudinger, 1871) — en Asie orientale.
- Euphydryas laeta (Christoph, 1893) — en Asie centrale et en Sibérie.
- Euphydryas asiatica (Staudinger, 1881) — en Asie centrale.
- Euphydryas orientalis (Herrich-Schäffer, 1851) — en Turquie, dans l'Oural, au Kazakhstan.
- Euphydryas desfontainii (Godart, 1819) — le Damier des knauties ou Damier de Godart — en Afrique du Nord et dans la péninsule Ibérique.

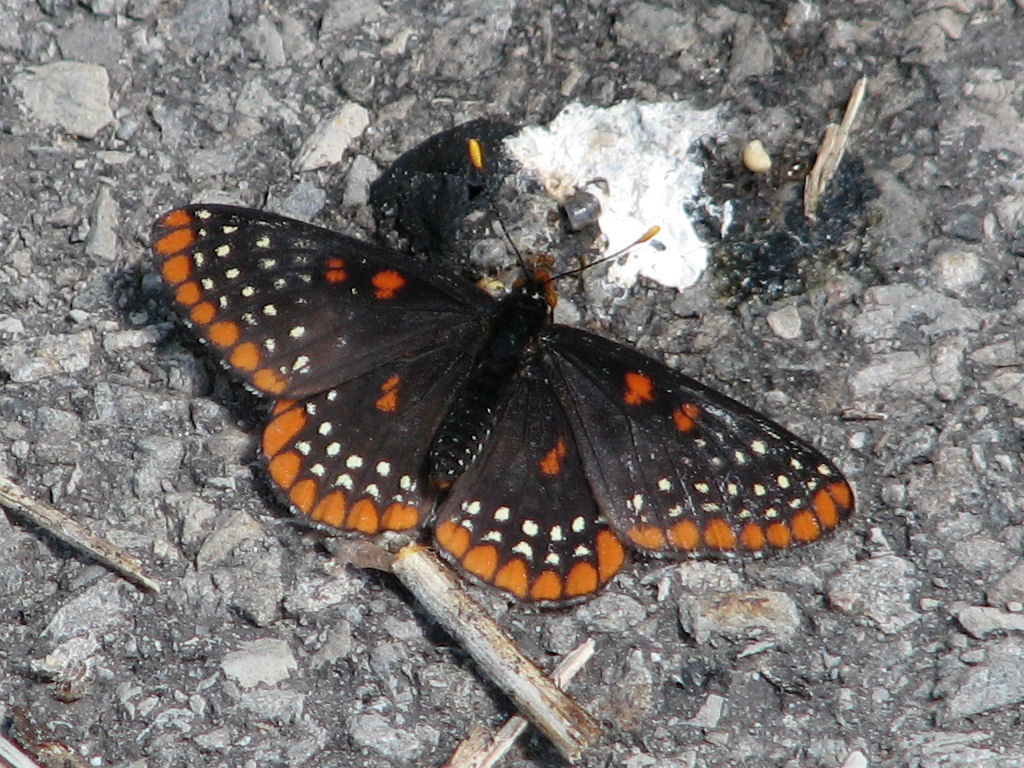
Euphydryas phaeton
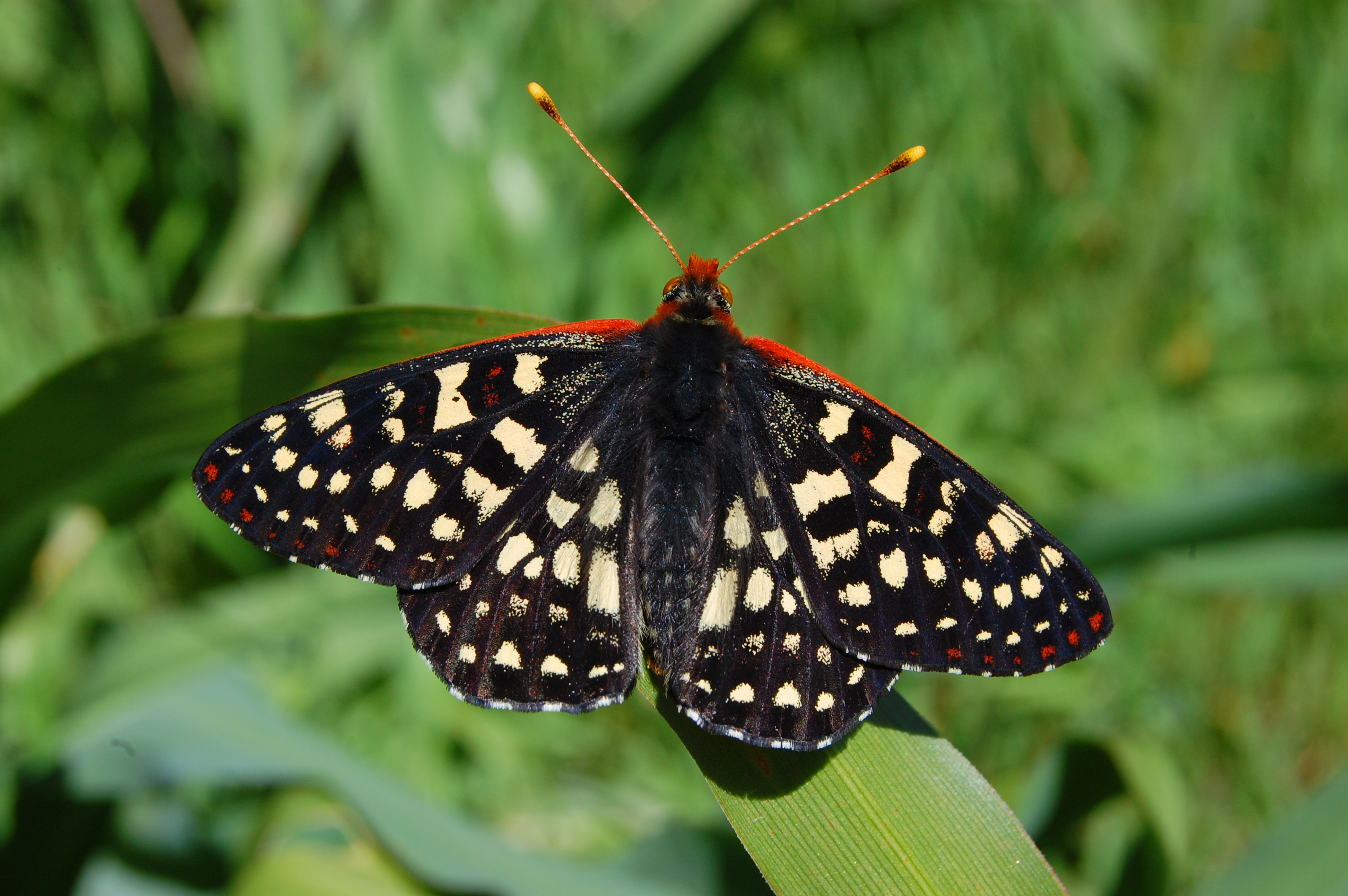
Euphydryas chalcedona
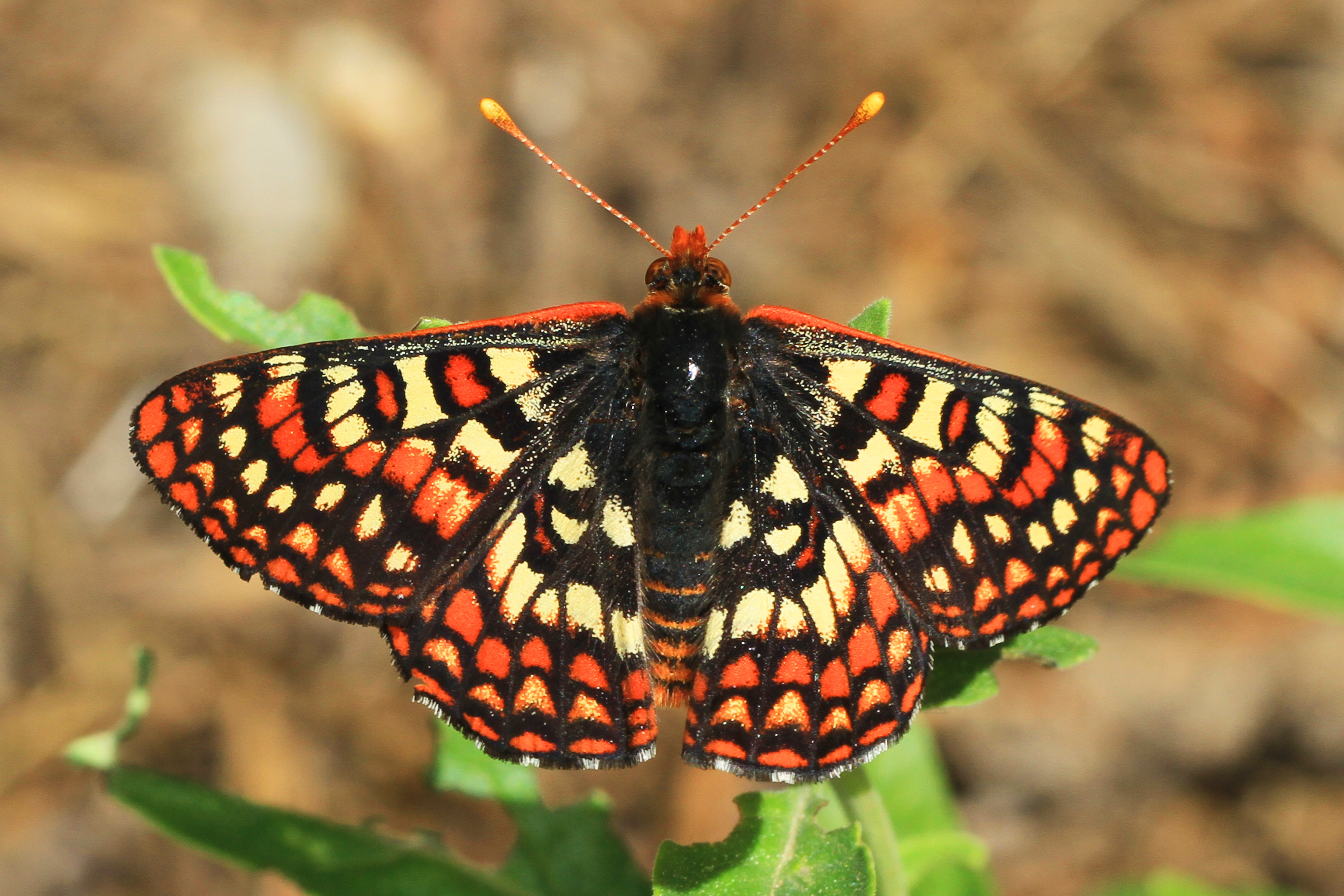
Euphydryas editha
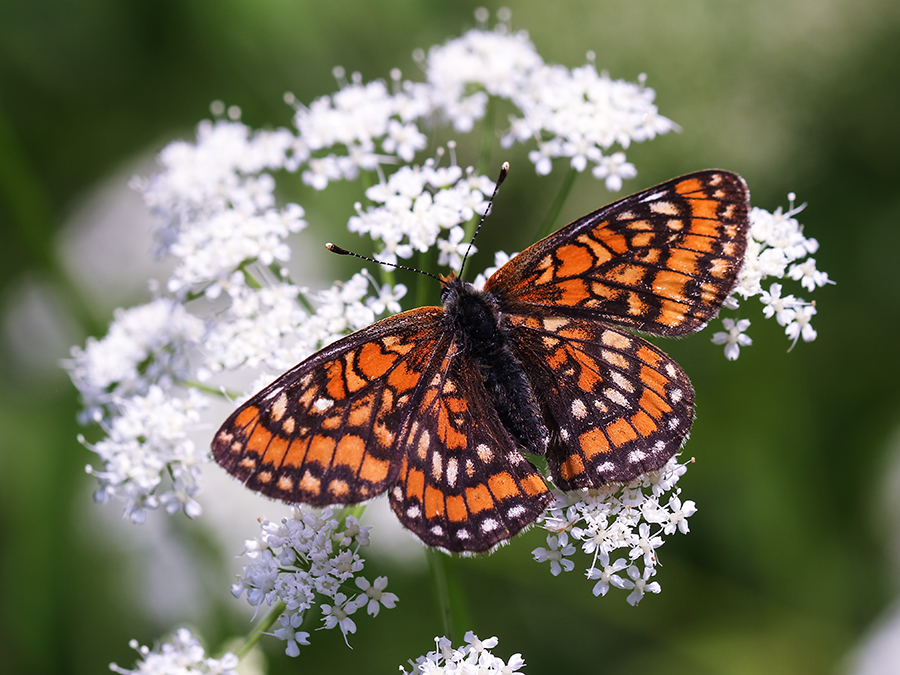
Euphydryas maturna
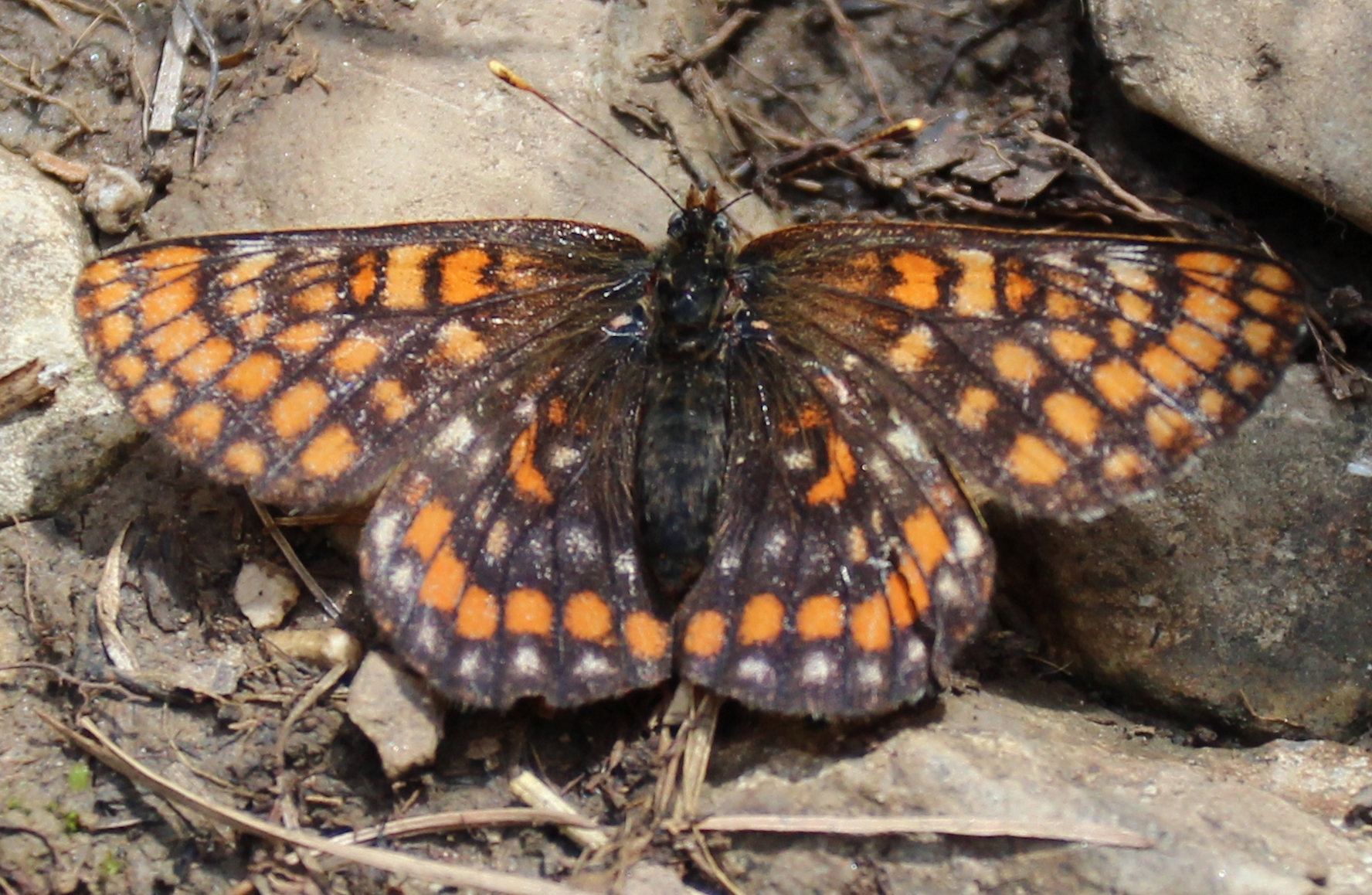
Euphydryas intermedia
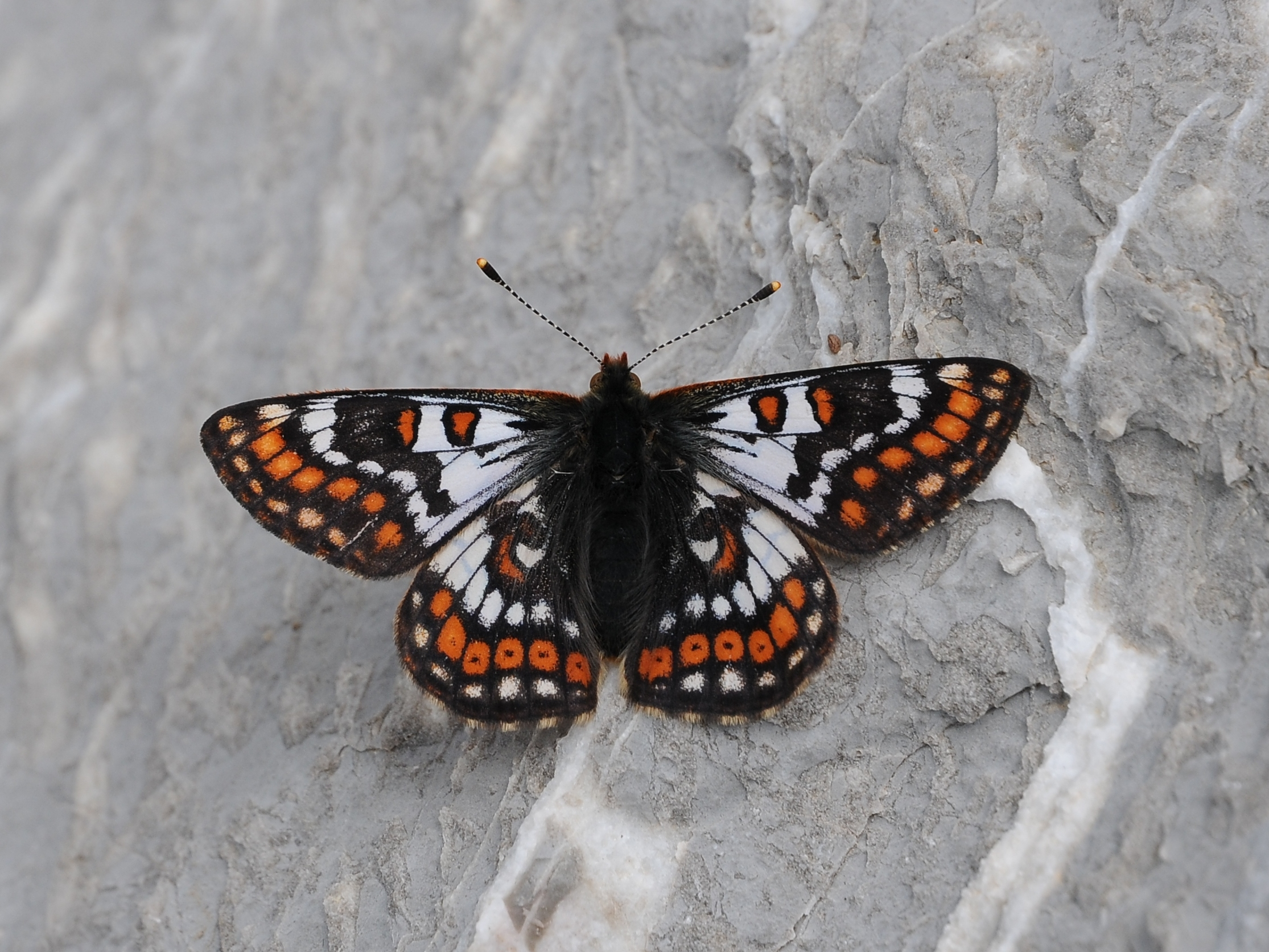
Euphydryas cynthia
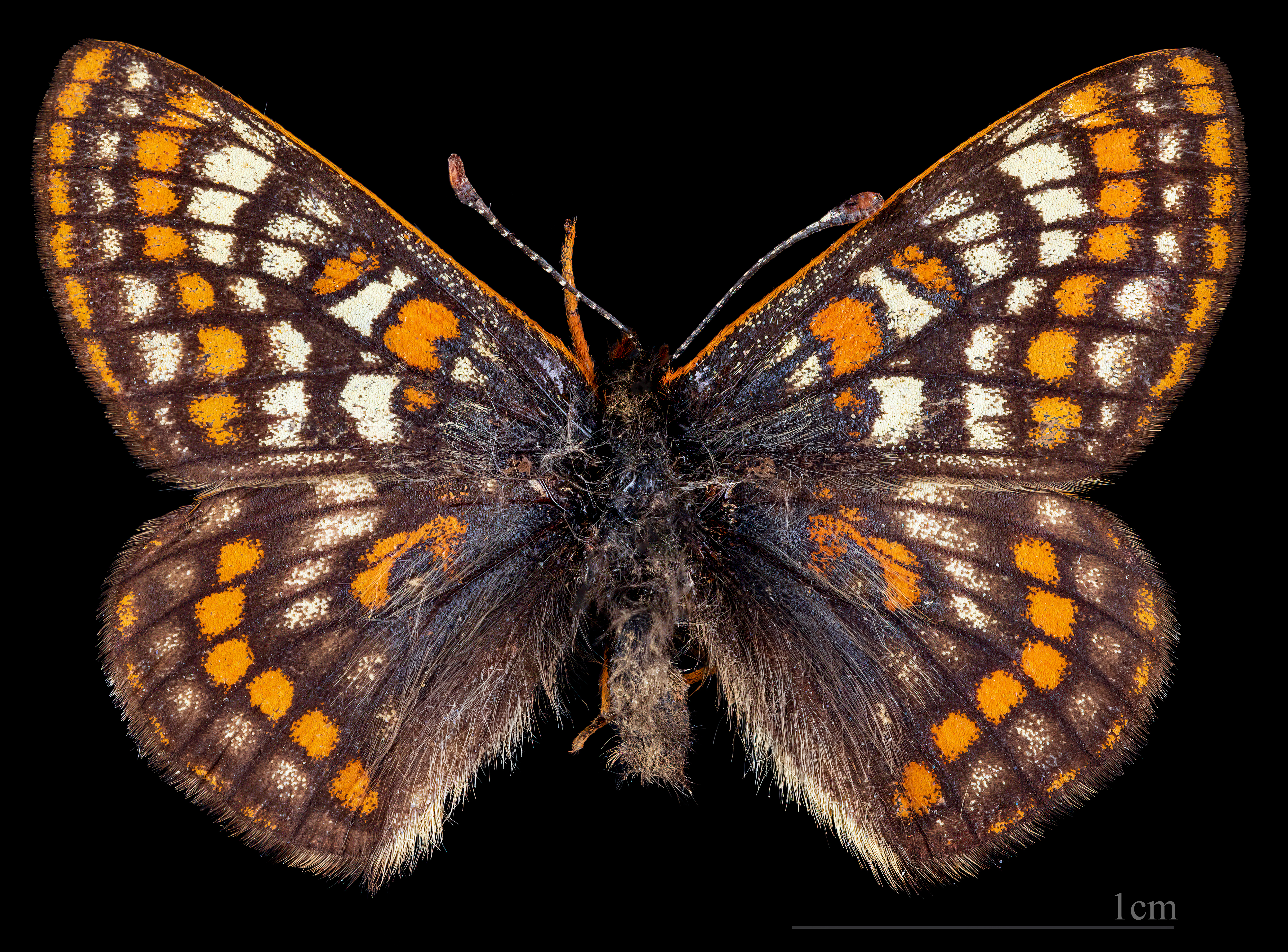
Euphydryas iduna
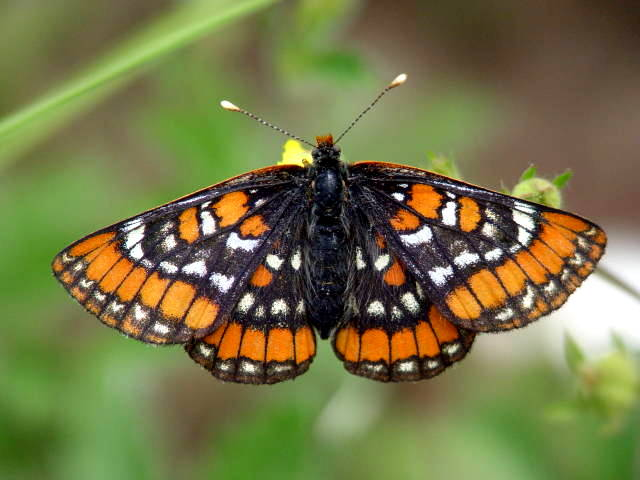
Euphydryas gillettii
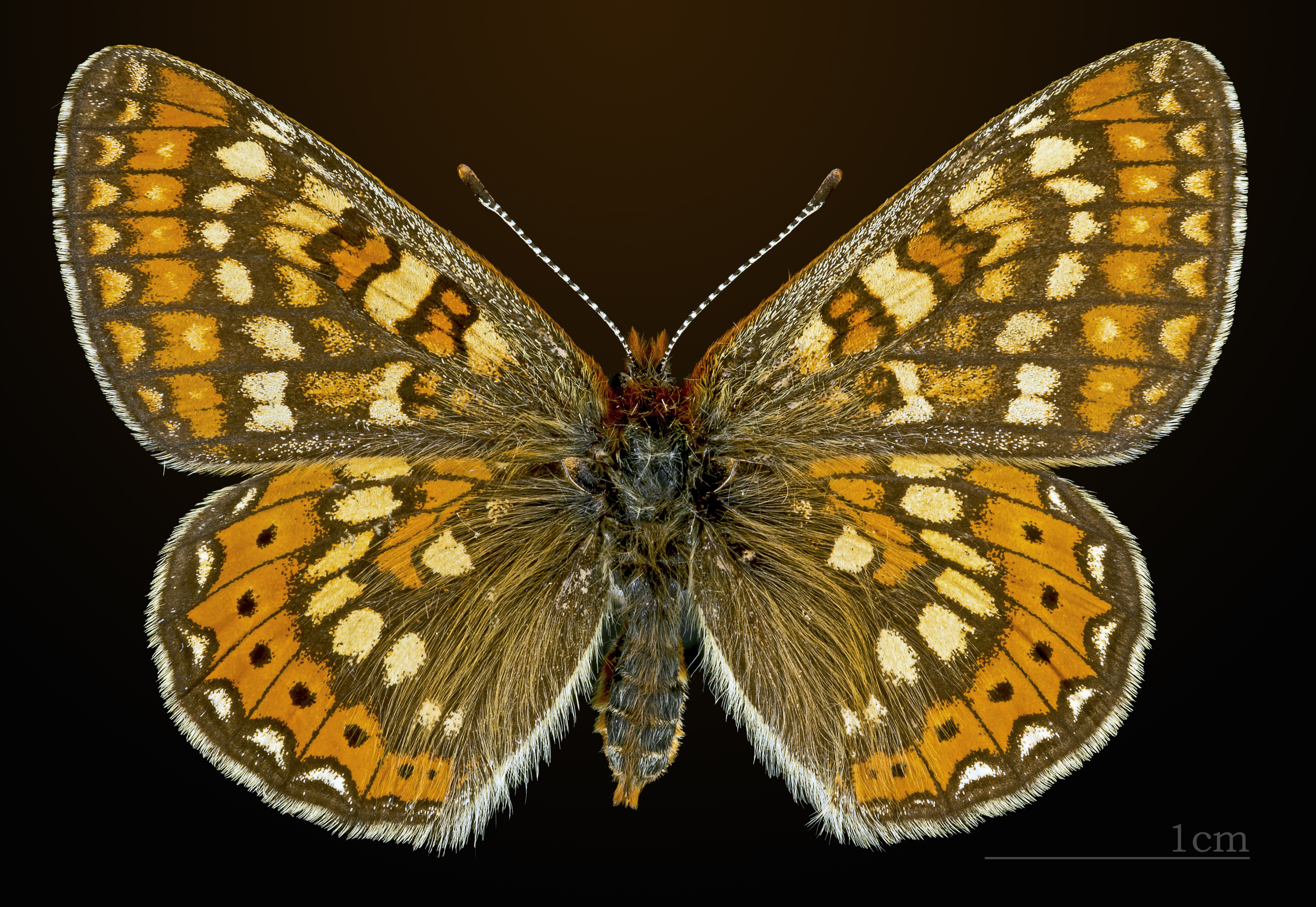
Euphydryas aurinia
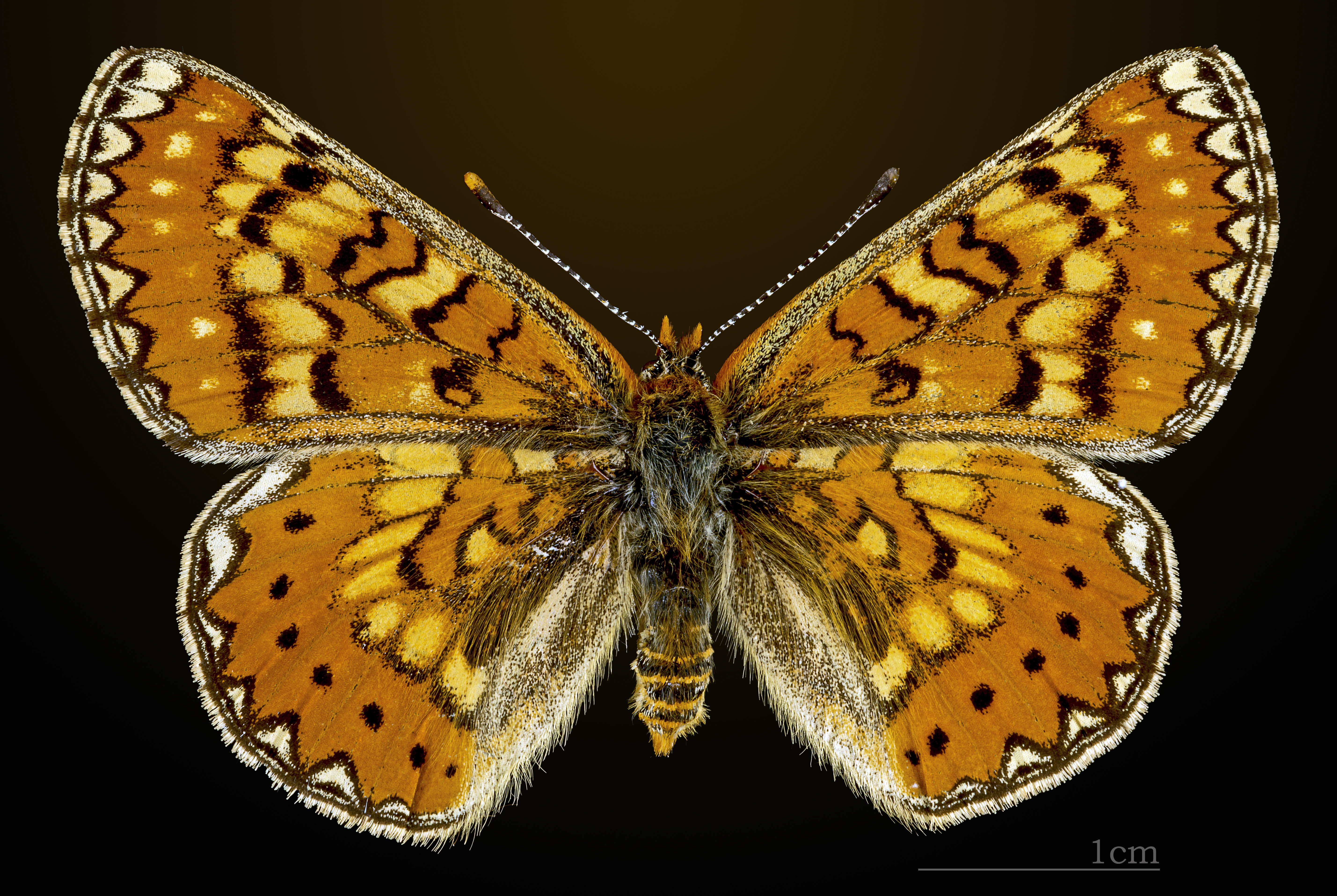
Euphydryas desfontainii